# Tarime (Stadt)
Tarime ist eine Stadt im Nordwesten von Tansania. Sie liegt in der Region Mara und ist Distrikthauptstadt des Stadtdistrikts Tarime (TC) und des Landdistrikts Tarime.

## Geographie
Die Stadt Tarime liegt auf einer Hochfläche in rund 1400 Meter Seehöhe nur 15 Kilometer von der Grenze zu Kenia entfernt.
Das Klima in der Stadt ist tropisch, Aw nach der effektiven Klimaklassifikation. Im Jahresdurchschnitt regnet es 1409 Millimeter mit zwei Spitzen in März/April und November/Dezember. Nur geringe Niederschläge fallen in den Monaten Juni bis September. Die Temperaturunterschiede sind gering, die Durchschnittstemperatur schwankt zwischen 20,0 Grad im Dezember und 21,7 Grad im Februar: 
|                        | Jan  | Feb  | Mär  | Apr  | Mai  | Jun  | Jul  | Aug  | Sep  | Okt  | Nov  | Dez  |   |      |
| Mittl. Temperatur (°C) | 20,6 | 21,7 | 21,2 | 20,4 | 20,5 | 20,7 | 20,8 | 21   | 21,5 | 21,5 | 20,2 | 20   | ⌀ | 20,8 |
| Mittl. Tagesmax. (°C)  | 26,1 | 27,7 | 27   | 25,9 | 25,8 | 26   | 26,5 | 26,8 | 27,5 | 27,6 | 25,8 | 25,3 | ⌀ | 26,5 |
| Mittl. Tagesmin. (°C)  | 16,2 | 16,8 | 16,6 | 16,3 | 16,2 | 16,1 | 15,9 | 16,1 | 16,5 | 16,9 | 16,1 | 15,9 | ⌀ | 16,3 |
|                        |      |      |      |      |      |      |      |      |      |      |      |      |   |      |
| Niederschlag (mm)      | 138  | 107  | 162  | 194  | 112  | 45   | 27   | 48   | 62   | 112  | 207  | 195  | Σ | 1409 |

| 16,2 |

| 16,8 |

| 16,6 |

| 16,3 |

| 16,2 |

| 16,1 |

| 15,9 |

| 16,1 |

| 16,5 |

| 16,9 |

| 16,1 |

| 15,9 |

| 16,2 |

| 16,8 |

| 16,6 |

| 16,3 |

| 16,2 |

| 16,1 |

| 15,9 |

| 16,1 |

| 16,5 |

| 16,9 |

| 16,1 |

| 15,9 |

## Geschichte
Bei der Volkszählung 2012 hatte die Stadt 78.032 Einwohner, bis 2022 nahm die Bevölkerung auf 133.043 zu.

## Wirtschaft und Infrastruktur
- Gesundheit: In Tarime liegen ein staatliches Distriktkrankenhaus,[5] ein privates Gesundheitszentrum[6] und eine private Apotheke.[7]
- Bildung: In der Stadt befinden sich ein Lehrer-Ausbildungs-College[8] und mehrere weiterführende Schulen, wie zum Beispiel die staatlichen Nkende Secondary School,[9] Iganana Secondary School,[10] Angel House Secondary School[11] und die Nyamisangura Secondary School,[12] die alle eine Ausbildung bis zur 4. Stufe anbieten.
- Verkehr: Nördlich des Stadtzentrums verläuft die asphaltierte Nationalstraße T4 von Mwanza östlich des Victoriasees entlang nach Kenia.[13]

## Sonstiges
Seit 2010 ist Tarime der Sitz der anglikanischen Diözese Tarime.